# Pensionsreform
Mit Pensionsreform wird in Österreich die Reform der gesetzlichen Bestimmungen, die Pension und Ruhebezug betreffen, bezeichnet. Pensionsreformen fanden zuletzt 1997, 2003 („Pensionssicherungsreform“) und 2004 („Pensionsharmonisierung“) statt.
Erläuterung: Der Begriff Pension entspricht in Österreich dem in Deutschland üblichen Begriff Rente. Ein Pensionist (Rentner) in Österreich bezieht seine Pension von einer Pensionsversicherungsanstalt. Österreichische Beamte im Ruhestand erhalten einen Ruhebezug.

## Allgemeines
Die Notwendigkeit von Pensionsreformen aufgrund wirtschaftlicher und demographischer Entwicklungen wird größtenteils anerkannt. Über Ziele und Umfang einer solchen Reform bestehen aber tiefgreifende Meinungsverschiedenheiten. Folgende Maßnahmen werden diskutiert und wurden teilweise bereits gesetzlich umgesetzt:
- Erhöhung des gesetzlichen und des faktischen Pensionsantrittsalters
- Erhöhung der Versicherungsbeiträge
- Senkung der Versicherungsleistungen
- Ausweitung der privaten Pensionsvorsorge durch staatliche Förderung

Noch umzusetzen ist insbesondere eine Neuaufstellung der Valorisierung der Pensionen basierend auf mehr als einem Indikator (Inflation), wie Christine Mayrhuber (WIFO) im Ö1-Morgenjournal-Interview mit Helene Seelmann (20230821) vorschlägt (Lohnentwicklung, Preisentwicklung). Dies sei in den meisten europäischen Ländern üblich.

## Pensionsreform 1992
- Bundesverfassungsgesetz über die Angleichung des Pensionsalters von Männern und Frauen durch schrittweise Erhöhung des Pensionsantrittsalters für Frauen

## Pensionsreform 1993
- Kindererziehungszeiten
- Herabsetzung des Pensionsalters („vorzeitige Alterspension wegen Erwerbsunfähigkeit“) – 57 Jahre (Männer) bzw. 55 Jahre (Frauen)
- „Altersfaktor“ bei Pensionsantritt nach dem 55./60. Lebensjahr

## Pensionsreform 1996
- Zuschläge bei Pensionsantritt nach dem 56./61. Lebensjahr, Abschläge bei früherem Pensionsantritt
- Rehabilitation vor Pension

## Pensionsreform 2000
- Langarbeitszeitregelung („Hacklerregelung“): voller Pensionsanspruch mit ab 60 (55) Jahren bei 45 (40) Beitragsjahren für Männer (Frauen)

## Pensionsreform 2003
- Abschaffung der vorzeitigen Alterspension
- Ausweitung des Bemessungszeitraums auf 40 Jahre
- Verlustbegrenzung („Deckelung“) 10 %

## Pensionsreform 2004
- Einführung eines persönlichen „Pensionskontos“
- Lebenslange Durchrechnung
- Wiedereinführung der vorzeitigen Alterspension („Korridorpension“)
- Schwerarbeitsregelung
- Pensionsanpassung aufgrund des Verbraucherpreisindex
- „Nachhaltigkeitsfaktor“: Entwicklung der statistischen Lebenserwartung wirkt sich auf Antrittsalter, Beiträge, Leistungen usw. aus